# Pholidota longipes
Pholidota longipes är en orkidéart som beskrevs av Sing Chi Chen och Zhan Huo Tsi. Pholidota longipes ingår i släktet Pholidota och familjen orkidéer. Inga underarter finns listade i Catalogue of Life.